# Meromiktikus tó
A meromiktikus tó olyan tó, amelynek a vízrétegei nem keverednek össze. Ezt a kifejezést 1935-ben az osztrák Ingo Findenegg alkotta meg azon ritka tavak jellemzésére, amelyekben nem keverednek össze úgy a vízrétegek, mint a tavak többségét alkotó, ún.  holomiktikus tavakban. (A szóképzés a már korábban létező „holomiktikus” szóra utal, amelyekben a mélyebben fekvő vízrétegek évente legalább egyszer helyett cserélnek a felszíni rétegekkel.)

## Képgaléria - példák meromiktikus tavakra

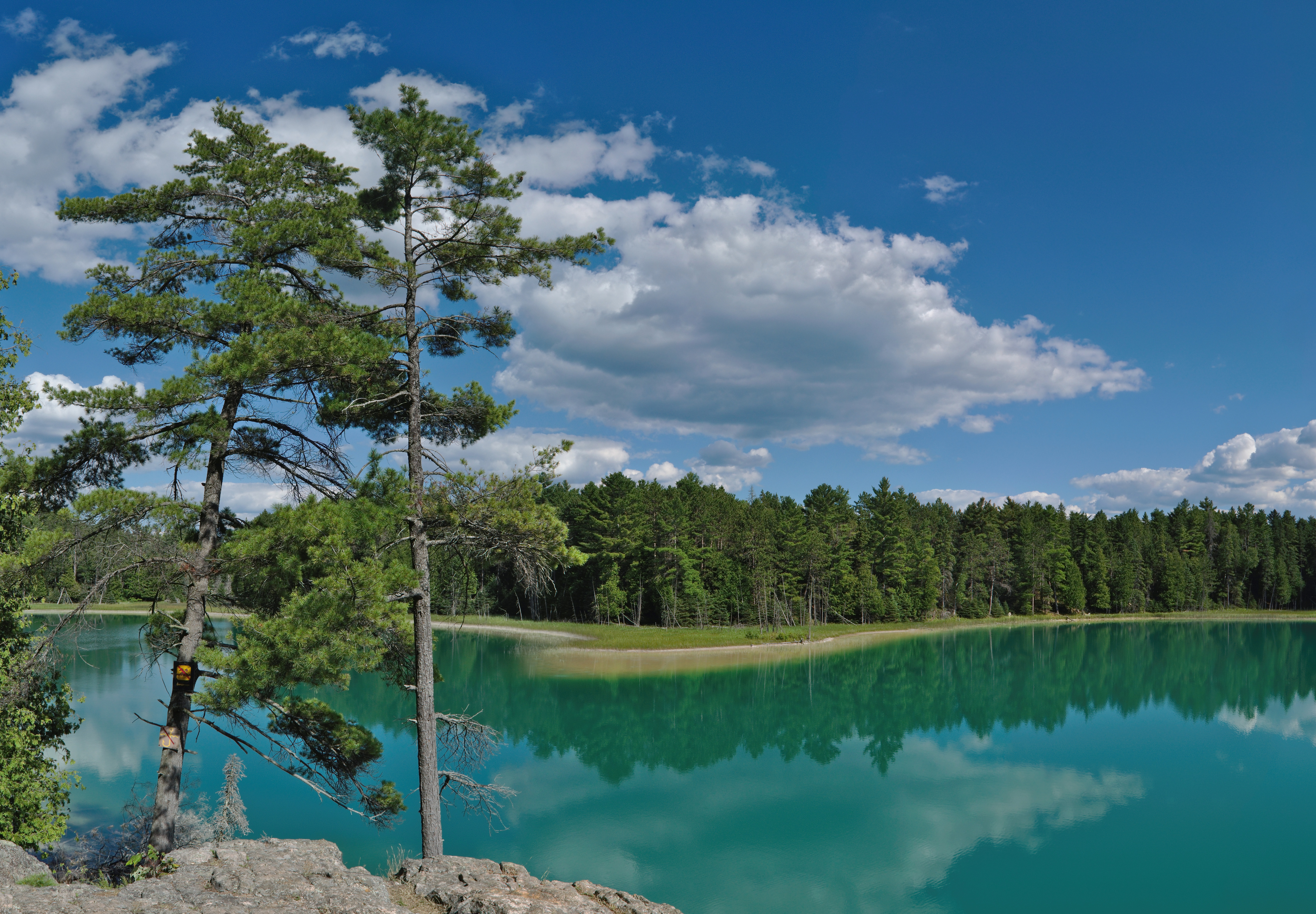
McGinnis Lake (a Petroglyphs Provincial Parkban)
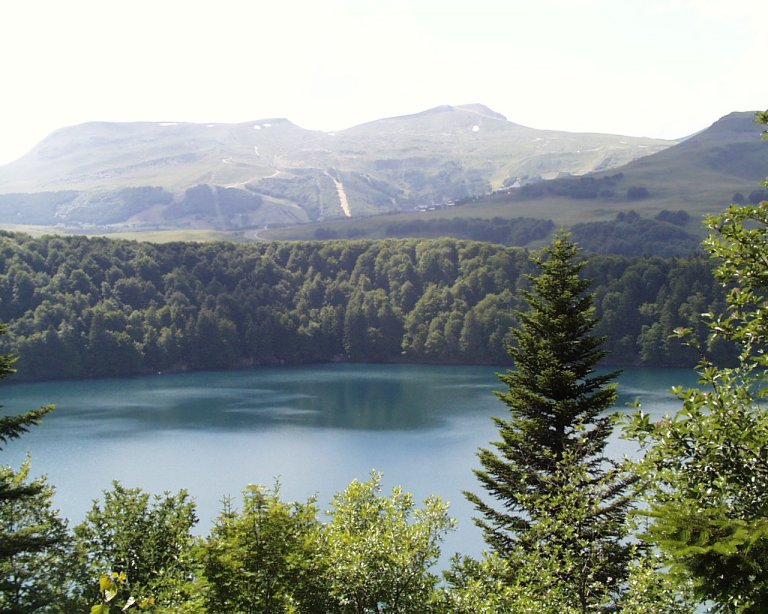
A Lac Pavin Franciaországban
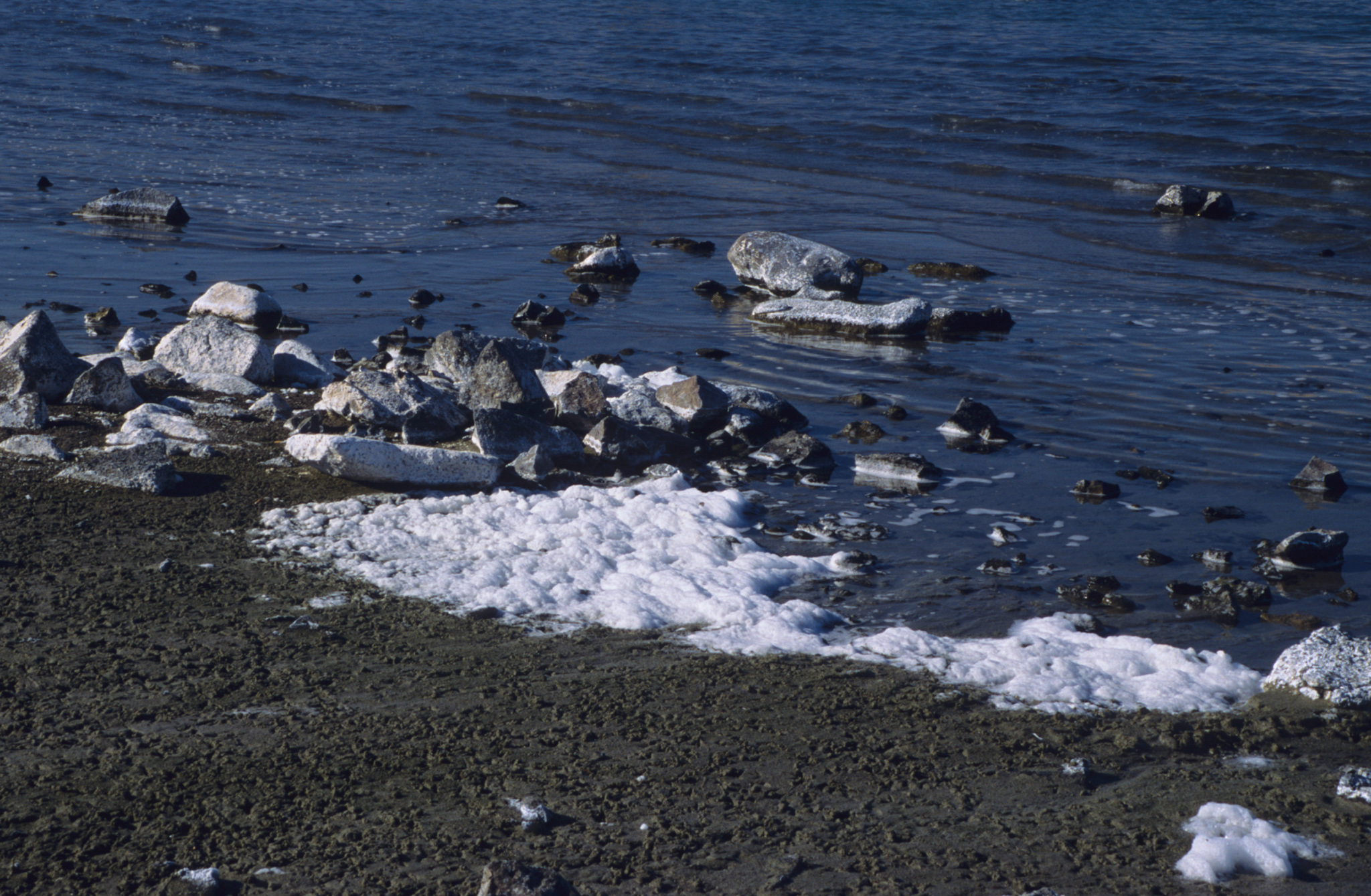
Szappanos hab a Soap Lake partján
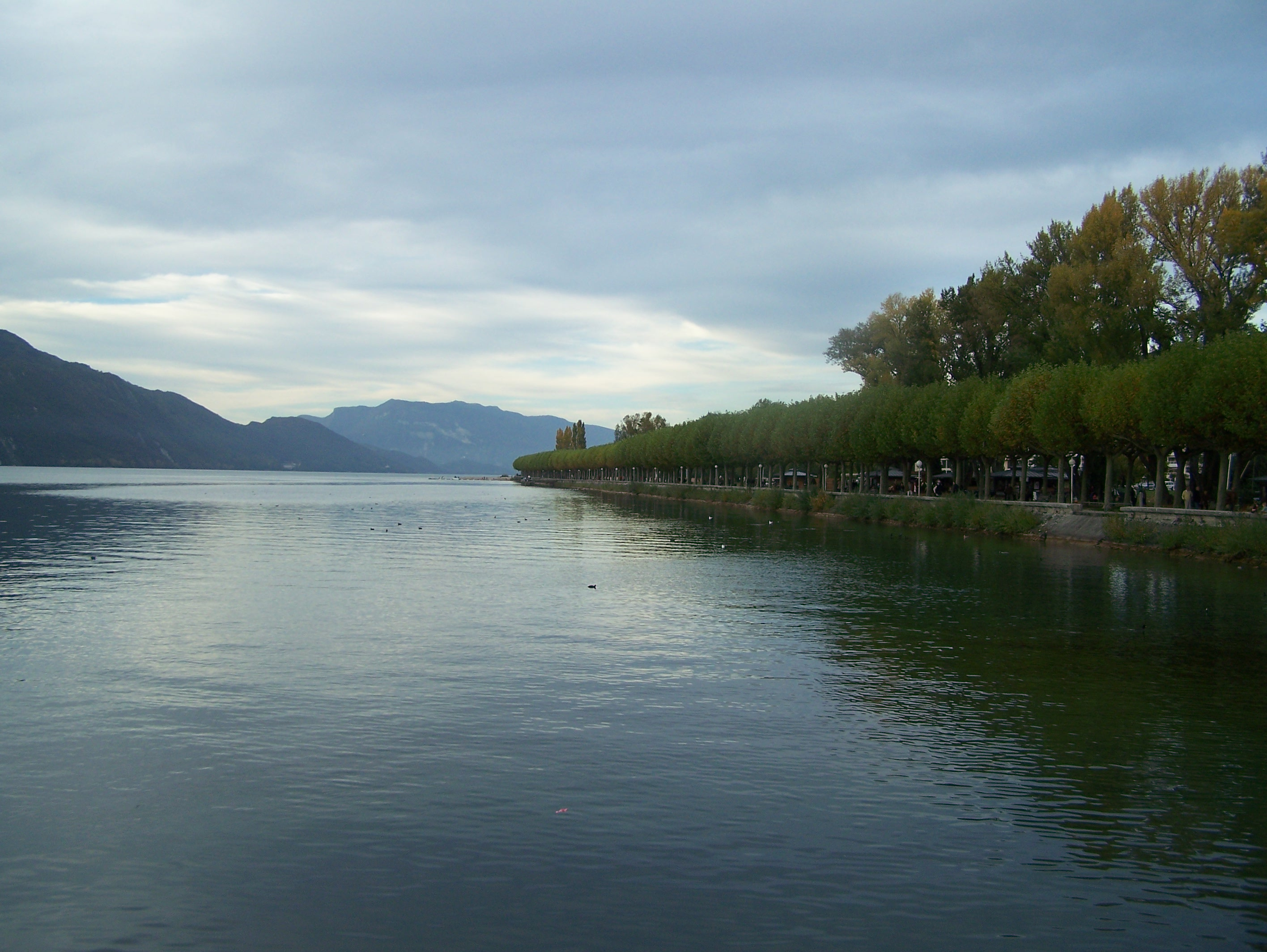
A Lac du Bourget, Franciaország legnagyobb és legmélyebb tava
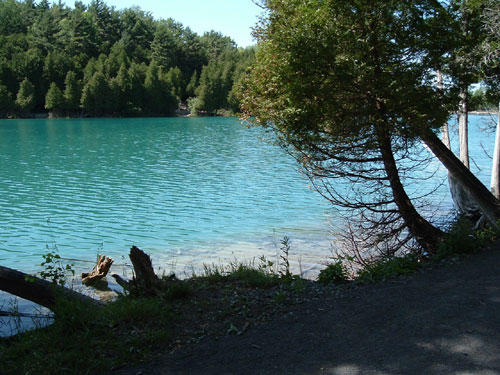
Green Lake, Syracuse, New York állam
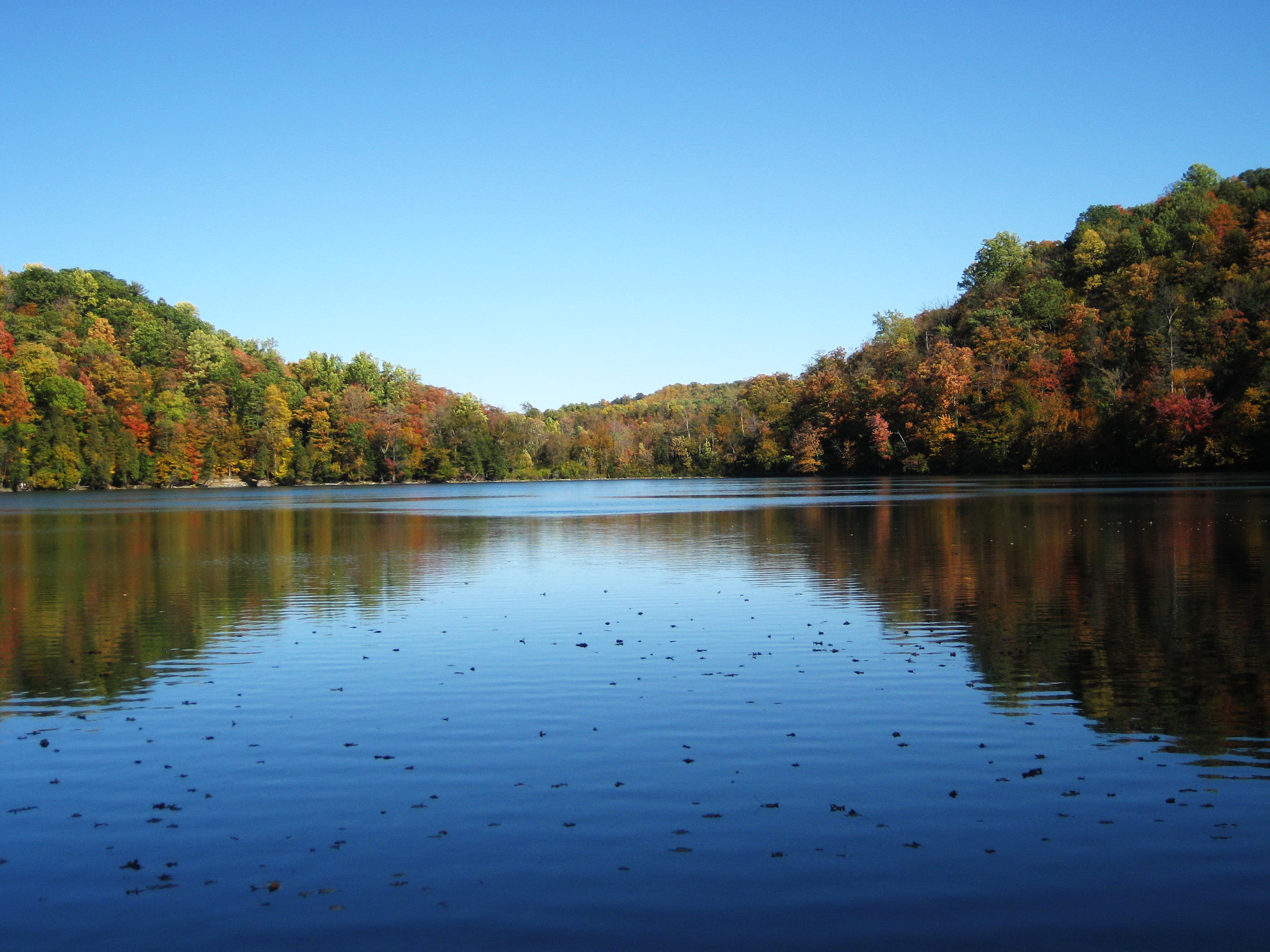
A Round Lake a Green Lakes State Parkban, New York államban
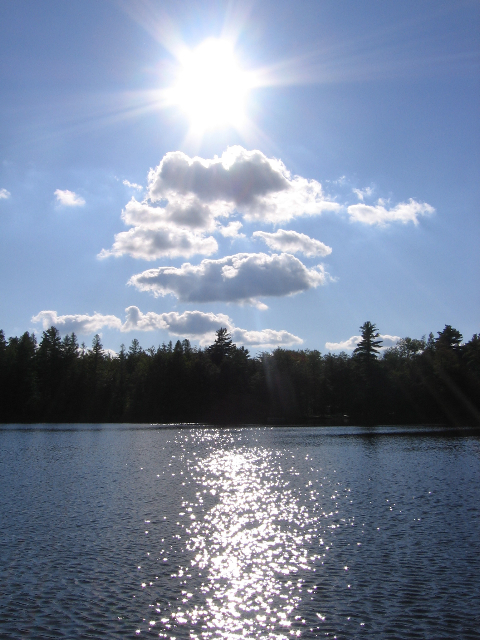
A Sunfish Lake, Waterloo (Ontario) közelében